# Landon Tewers
Landon Khale Tewers (nacido el 27 de septiembre de 1989) es un vocalista, músico y compositor estadounidense. Es un exmiembro de la banda de post-hardcore Before Their Eyes, donde fue guitarrista rítmico y vocalista de Unclean. Es mejor conocido por ser fundador, productor y vocalista principal de la banda de metalcore The Plot in You y por su proyecto solista homónimo.

## Carrera
Tewers se unió a Before Their Eyes en 2008. Durante su etapa en la banda, inició un proyecto paralelo llamado Vessels, que posteriormente se renombró como The Plot in You. Landon formó parte de la banda durante el lanzamiento del segundo y tercer álbum, "The Dawn of My Death" e "Untouchable". Tras este álbum, Tewers dejó la banda para centrarse en su banda actual.
La banda actualmente está formada por Landon como vocalista, Josh Childress como guitarrista, Ethan Yoder como bajista y Michael Cooper como baterista. Ha publicado cinco álbumes y cuatro EP con The Plot in You. Su primer álbum First Born, se publicó el 18 de abril de 2011. Su álbum más reciente Swan Song, se publicó el 17 de septiembre de 2021. Su canción más popular, "Feel Nothing", del álbum Dispose, lanzado en 2018, obtuvo el disco de oro en Canadá el 4 de octubre de 2022 y en Estados Unidos el 30 de noviembre de 2022.
Landon anunció a principios de marzo de 2014 que lanzaría un EP debut en solitario titulado Dead Kid el 1 de abril de 2014, con "canciones raras que no puedo usar para nada más". El primer sencillo, "Ma and Pa", se publicó en YouTube el 4 de marzo de 2014 y el EP finalmente se lanzó el 27 de marzo de 2014. Tewers lanzó otro sencillo titulado "I Hope You Have a Shitty Christmas" el 24 de diciembre de 2014. Dijo que se emborrachó "la otra noche" y escribió una canción navideña. Publicó la canción para alegrar a los admiradores de The Plot, ya que no lanzarían nada hasta octubre de 2015. En febrero de 2015, Landon lanzó otra canción para seguir ofreciendo música a los admiradores de la banda. Esta vez fue una versión de la canción de Drake "Hold On, We're Going Home". Sean Macdonald (Seanzy) hizo los coros para la versión. Ese mismo mes, lanzó las canciones "I'll Always Be Proud", "Feel You Out" y "Cleansed My Soul".
En septiembre de 2015, Landon lanzó la primera parte de la trilogía Ai640, que trata sobre un robot que escapa de un laboratorio, descubre lo terribles que son los humanos y decide que la única manera de salvar la Tierra es exterminarlos. La segunda parte, Ai640, Pt. 2, se lanzó en diciembre de 2017 y la tercera y última parte, en febrero de 2020, completaría la trilogía AI640. En diciembre de 2015, lanzó el EP de Navidad, compuesto por cuatro canciones, entre ellas su sencillo de 2014 "I Hope You Have a Shitty Christmas". Landon lanzó su primer álbum en solitario "Dynamite", el 9 de diciembre de 2016, con diez canciones. "Withdrawals" el segundo álbum en solitario de Landon, fue lanzado el 19 de julio de 2019 y cuenta con 9 canciones.

## Vida personal
Está casado con Madison Rose Tewers desde 2018; viven en Detroit, Míchigan.

## Discografía
con Before Their Eyes
- The Dawn of My Death (2008)
- Untouchable (2010)

con The Plot in You
- First Born (2011)
- Could You Watch Your Children Burn (2013)
- Happiness in Self Destruction (2015)
- Dispose (2018)
- Swan Song (2021)
- Vol. 1 (EP, 2024)
- Vol. 2 (EP, 2024)
- Vol. 3 (EP, 2024)

En solitario
- Dynamite (2016)
- Withdrawals (2019)

EPs
- Dead Kid (2014)
- Ai640 (2015)
- Xmas EP (2015)
- Ai640, Pt. 2 (2017)
- Ai640, Pt. 3 (2020)
- Frontal Lobe Submission (2021)

Colaboraciones
- Your Existence de Like Moths to Flames (2010)
- Smelling Salt de For the Fallen Dreams (2014)
- Going Rogue de Dropout Kings (2018)
- When It Rains It Pours de The Amity Affliction (2023)
- Technium de Fit for a King (2024)